# Cheap Tequila
Cheap Tequila è il terzo album della band italiana Small Jackets uscito nel 2009 e prodotto dalla etichetta Go Down Records.

## Tracce
1. Intro
2. Long Way Home
3. Listen To The Rock
4. Out The Rain Cries
5. We Got A Problem
6. Goodbye Angel
7. Sweet Lady
8. Let Me Be Your Man
9. Dancing With The Monster
10. We Are Boozers
11. Lonely Man
12. Are You Ready (Grand Funk Railroad cover)
13. Too Late